# Bishops Sutton
Bishops Sutton est une paroisse civile et un village du Hampshire, en Angleterre.